# Гейльман, Фридрих
Фри́дрих Вильге́льм Ге́йльман (нем. Friedrich Wilhelm Heilmann; 1 марта 1892, Берлин — 30 июня 1963, Берлин) — немецкий политик и журналист, член КПГ и СЕПГ.

## Биография
Фридрих Гейльман — сын сапожника. Окончив народную школу, выучился на позолотчика. В 1907 году вступил в Союз учеников и молодых рабочих Берлина и в Германский союз рабочих деревообрабатывающей промышленности. В 1908 году познакомился с Карлом Либкнехтом и Розой Люксембург. В 1910 году вступил в Социал-демократическую партию Германии. Работал с молодёжью в Ганновере в 1911—1913 годах. В марте 1915 года был арестован за распространение литературы группы «Интернационал» и был приговорён к десяти месяцам заключения. Во время службы в армии с мая 1916 по декабрь 1918 года вступил в «Союз Спартака» и участвовал в учредительном съезде Коммунистической партии Германии. Стал первым председателем Союза свободной немецкой молодёжи, в 1922 году был избран секретарём ЦК КПГ. Затем работал главным редактором органов печати КПГ в Мангейме, Дюссельдорфе, Золингене и Готе.
В 1929 и 1932 годах избирался в ландтаг Тюрингии, где возглавлял фракцию КПГ. С приходом к власти национал-социалистов в 1933 году лишился мандата депутата ландтага. С апреля по август 1933 года находился на нелегальной работе в Северной Баварии. В сентябре 1933 года эмигрировал в Советский Союз. С октября 1933 года являлся сотрудником Исполнительного комитета Коммунистического интернационала. С 1936 года работал диктором передач немецкой редакции Московского радио и в 1938—1942 годах — редактором в «Издательстве иностранной литературы». С началом Великой Отечественной войны Гейльман работал над агитационными материалами для немецких солдат, а также редактором в немецкой газете Das freie Wort, с июля 1943 по сентябрь 1945 года работал диктором и редактором на радиостанции «Свободная Германия» Национального комитета «Свободная Германия».
В 1945 году вернулся в Тюрингию и занимался партийным строительством. С объединением СДПГ и КПГ стал членом СЕПГ. В 1946 году стал делегатом Совещательного собрания земли Тюрингия.
На выборах в Советской зоне оккупации Германии в 1946 году был избран от СЕПГ в тюрингский ландтаг, где возглавлял финансовый комитет, а с марта 1947 года занял должность третьего заместителя председателя. Повторно был избран в ландтаг в 1950 году.
В 1950—1952 годах Гейльман являлся первым председателем Общества германо-советской дружбы в Тюрингии. С 1952 года занимал ту же должность в округе Эрфурт и вошёл в правление СЕПГ по округу Эрфурт.
В 1954—1957 годах Гейльман занимал должность главного редактора журнала Freie Welt. С 1957 года находился на должности заместителя главного редактора еженедельника Sonntag, издававшегося Культурным союзом ГДР.

## Сочинения
- Zur Rolle des Senders «Freies Deutschland» bei der Anleitung und Orientierung der antifaschistischen deutschen Widerstandsbewegung. In: Das Nationalkomitee «Freies Deutschland» und seine militärpolitische Bedeutung. Hrsg. vom Institut für deutsche Militärgeschichte, Potsdam 1963.